# Kleine stervlekboorvlieg
De kleine stervlekboorvlieg (Trupanea stellata) is een vliegensoort uit de familie van de boorvliegen (Tephritidae). De wetenschappelijke naam van de soort is voor het eerst geldig gepubliceerd in 1775 door Fuesslin.